# Jarno Boesveld
Jarno Boesveld (Drempt, 28 agosto 1972) è un pilota motociclistico olandese, ritiratosi dall'attività agonistica.

## Carriera
Dopo aver partecipato al campionato Europeo Velocità nella categoria Supersport nel 1997, ottiene una wild card l'anno successivo per correre la prova olandese del campionato mondiale Supersport con una Yamaha YZF 600 R Thundercat del team Hank De Vries RAPS, ritirandosi in gara. Nel 1999 corre ancora il campionato europeo Supersport, partecipando nuovamente alla gara olandese del mondiale Supersport, questa volta con una Kawasaki ZX-6R del team MotoPort Druten finisce 25º.
In seguito ha la possibilità di esordire nel motomondiale della stagione 2001, grazie ad una wild card disputa il Gran Premio motociclistico d'Olanda 2001, nella classe 250 con una Yamaha, giungendo 15º nella gara e, grazie al punto conquistato, classificarsi al 32º posto nella classifica generale.
La stessa partecipazione, nello stesso gran premio e nella stessa classe, si ripete l'anno successivo; questa volta gareggia su una Aprilia ma non ottiene punti validi per la classifica.

## Risultati in gara

### Campionato mondiale Supersport
| 1998 | Moto   |  |  |  |  |  |  |  |  |  |     |  | Punti | Pos. |
| ---- | ------ |  |  |  |  |  |  |  |  |  | --- |  | ----- | ---- |
| 1998 | Yamaha |  |  |  |  |  |  |  |  |  | Rit |  | 0     |      |

| 1999 | Moto     |  |  |  |  |  |  |  |  |  |    |  | Punti | Pos. |
| ---- | -------- |  |  |  |  |  |  |  |  |  | -- |  | ----- | ---- |
| 1999 | Kawasaki |  |  |  |  |  |  |  |  |  | 25 |  | 0     |      |

| Legenda | 1º posto        | 2º posto            | 3º posto           | A punti      | Senza punti        | Grassetto – Pole position Corsivo – Giro più veloce |
| Legenda | Gara non valida | Non qual./Non part. | Ritirato/Non class | Squalificato | '-' Dato non disp. | Grassetto – Pole position Corsivo – Giro più veloce |

### Motomondiale
| 2001 | Classe | Moto    |  |  |  |  |  |  |    |  |  |  |  |  |  |  |  |  | Punti | Pos. |
| ---- | ------ | ------- |  |  |  |  |  |  | -- |  |  |  |  |  |  |  |  |  | ----- | ---- |
| 2001 | 250    | Aprilia |  |  |  |  |  |  | 15 |  |  |  |  |  |  |  |  |  | 1     | 32º  |

| 2002 | Classe | Moto   |  |  |  |  |  |  |    |  |  |  |  |  |  |  |  |  | Punti | Pos. |
| ---- | ------ | ------ |  |  |  |  |  |  | -- |  |  |  |  |  |  |  |  |  | ----- | ---- |
| 2002 | 250    | Yamaha |  |  |  |  |  |  | 22 |  |  |  |  |  |  |  |  |  | 0     |      |

| Legenda | 1º posto        | 2º posto            | 3º posto            | A punti      | Senza punti        | Grassetto – Pole position Corsivo – Giro più veloce |
| Legenda | Gara non valida | Non qual./Non part. | Ritirato/Non class. | Squalificato | '-' Dato non disp. | Grassetto – Pole position Corsivo – Giro più veloce |